# 南马鲁古
南摩鹿加包含马来群岛中马鲁古群岛南部的150余个岛屿。主要的岛屿有塞兰岛、安汶岛、布鲁岛。南摩鹿加地区居民多为基督教徒，约有100万。该地区行政上属马鲁古省。该地为原南马鲁古共和国的所在地，为南马鲁古独立运动的策源地。

## 历史
1949年，印尼在脫離荷蘭殖民統治的的獨立戰爭中獲勝後，原屬荷屬東印度一部分的南摩鹿加拒絕加入獨立後的印尼，1950年4月，该地成立了南马鲁古共和国，1950年11月印尼軍隊攻佔南摩鹿加，流亡政府在荷蘭成立。